# Liste der Biografien/Kalp
Liste der Biografien |
Portal Biografien |
Personensuche
# |
A |
B |
C |
D |
E |
F |
G |
H |
I |
J |
K |
L |
M |
N |
O |
P |
Q |
R |
S |
T |
U |
V |
W |
X |
Y |
Z |
?
 
Ka |
Kb |
Kc |
Kd |
Ke |
Kf |
Kg |
Kh |
Ki |
Kj |
Kl |
Km |
Kn |
Ko |
Kp |
Kr |
Ks |
Kt |
Ku |
Kv |
Kw |
Ky |
Kx |
Kz
 
Kaa–Kag |
Kah |
Kai |
Kaj |
Kak |
Kal |
Kam |
Kan |
Kao |
Kap |
Kar |
Kas |
Kat |
Kau |
Kav |
Kaw |
Kay |
Kaz
 
Kala |
Kalb |
Kalc |
Kald |
Kale |
Kalf |
Kalh |
Kali |
Kalj |
Kalk |
Kall |
Kalm |
Kaln |
Kalo |
Kalp |
Kals |
Kalt |
Kalu |
Kalv |
Kalw |
Kaly |
Kalz
Die Liste der Biografien führt alle Personen auf, die in der deutschsprachigen Wikipedia einen Artikel haben. Dieses ist eine Teilliste mit 10 Einträgen von Personen, deren Namen mit den Buchstaben „Kalp“ beginnt.

## Kalp

### Kalpa
- Kalpakçıoğlu, Kemal Rıfat (1899–1975), türkischer Fußballspieler und -schiedsrichter
- Kalpaks, Oskars (1882–1919), lettischer Offizier
- Kalpala, Eino (1926–2022), finnischer Skirennläufer
- Kalpana (1965–2016), indische Schauspielerin des Malayalam-Films
- Kalpar, Hüseyin (* 1955), türkischer Fußballspieler und -trainer

### Kalpe
- Kalpein, Martin (* 1977), deutscher Crosslauf-Sommerbiathlet
- Kalpenstein, Friedrich (* 1971), deutscher Autor, Komponist, Songwriter und SängerFriedrich Kalpenstein (* 1971)

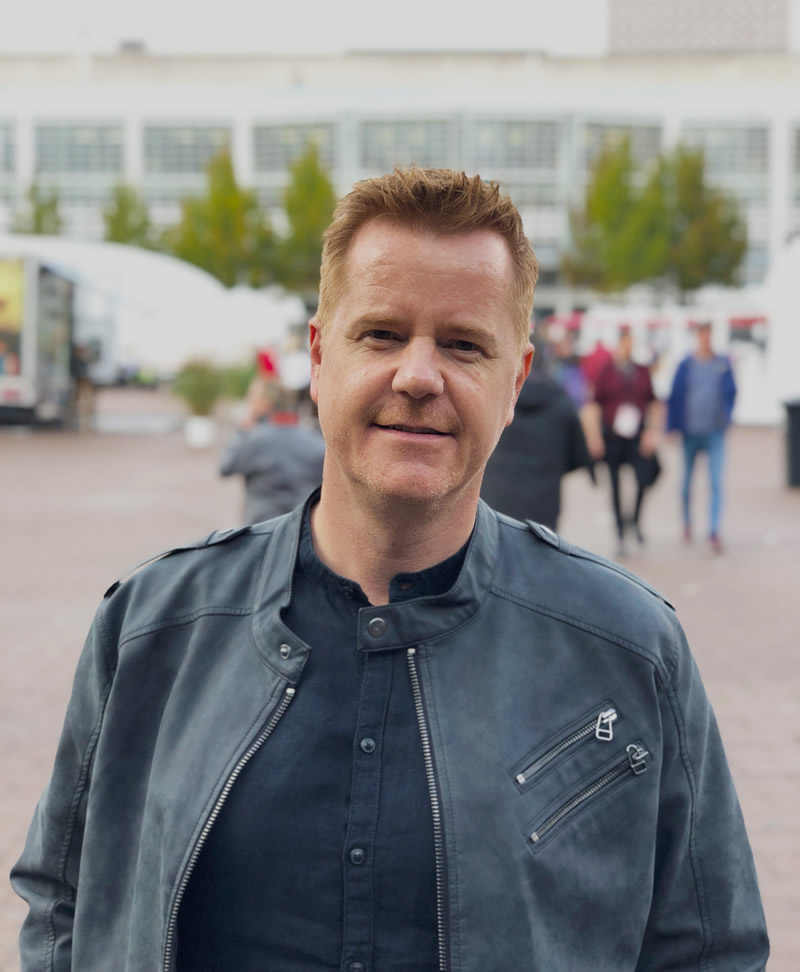
Friedrich Kalpenstein (* 1971)

- Kalpers, Johannes (* 1966), deutscher Sänger (Tenor)

### Kalpi
- Kalpin, Avram (* 1941), türkischer Fußballspieler

### Kalpo
- Kalpokas, Donald (1943–2019), vanuatuischer Politiker